# مارکت والد
مارکت والد (به آلمانی: Markt Wald) یک شهر در آلمان است که در اونترالگوی واقع شده‌است. مارکت والد ۲٬۳۰۰ نفر جمعیت دارد.